# Glücksbrunn
Glücksbrunn ist ein Siedlungsteil des Ortsteils Schweina der Stadt Bad Liebenstein im Wartburgkreis in Thüringen.
Kern ist das Denkmalensemble Glücksbrunn, bestehend aus dem Glücksbrunner Schloss, dem Park Glücksbrunn, dem sogenannten Alten Bau (oder auch Langen Bau) und der historischen Lindenmühle. Unmittelbar angrenzend befinden sich Park und Schloss Altenstein sowie Bad Liebenstein.

## Geschichte
Der Bach Schweina wurde 933 erstmals urkundlich als „Swinaha“ (Bach der Schweinehirten) erwähnt. Drei Siedlungen wurden nach dem Bach benannt, „Wenigen Schweina“ (auch „Kleinschweina“, das heutige Marienthal), das „Dorf Schweina“ und „Hohen-Schweina“ (das heutige Glücksbrunn). 1330 gingen zahlreiche Orte, darunter Wenigen-Schweina, Schweina und Hohen-Schweina an Berthold von Henneberg.
In Hohen-Schweina wurden die Erze des 1441 erstmals erwähnten Kupferbergwerke zu Altenstein und Schweina (vgl. Trebsdorf, 1935, 17) verhüttet, so dass sich auf die Ansiedlung der Name „Hüttenhof“ oder „die Hütte“ übertrug.
Bis zum Dreißigjährigen Krieg wurde im Gebiet Altenstein, Schweina und Gumpelstadt Kupferbergbau betrieben. Während des Dreißigjährigen Krieges kam der Bergbau jedoch gänzlich zum Erliegen. Ab 1682 wurde wieder Bergbau betrieben. 1686 trat Herzog Bernhard in die Berggewerkschaft ein. 1693 übernahm der älteste Sohn Bernhards, Erbprinz Ludwig, einen Teil der Anteile. Im April 1701 verpachtete das Herzoghaus das Bergwerk einschließlich Hüttenhof an Johann Friedrich Trier und dessen Bruder, den Ilsenburgischen Berg- und Hüttenverwalter Georg Siegfried Trier.
1702 kauften die Gebrüder Trier den Hüttenhof. 1703 wurde im Bereich des heutigen Schlosses ein erstes Herrenhaus für die Trier´sche Familie aus den Steinen der abgebrochenen Ruine Frankenstein errichtet. Dieses Herrenhaus bestand bis 1722. Zu ihm gehörte auch ein nach formalen Grundsätzen gestalteter Barockgarten im Bereich des jetzigen Gartens. Am 29. Mai 1706 wurde der Hüttenhof, als hoffnungsvoller Ausdruck des Wunsches nach einem glücklichen Gelingen des Berg- und Hüttenwerkes, von Herzog Ernst Ludwig von Sachsen-Meiningen in Glücksbrunn umbenannt. 1714 wurden durch Georg Siegfried Trier die Cobaltvorkommen im Glücksbrunner Revier entdeckt und im Folgejahr wurden 30 aus Sachsen stammende und mit der Cobaltgewinnung vertraute Bergleute angesiedelt. Von 1715 bis 1719 war die erste Blütezeit des Cobaltbergbaues. Mit den Glücksbrunner Werken entstand das zugehörige Blaufarbenwerk. Die Nutzung der Wasserkraft (Pochwerke, Farbmahlmühen) war für die weitere Verarbeitung des Cobaltgesteins eine wichtige Voraussetzung. 1717 erfolgte der Zwangsverkauf der Lindenmühle zugunsten der Berggewerkschaft Glücksbrunn (Familie Trier).
Mit dem Cobaltabbau und dem Blaufarbenwerk wurden beträchtliche Summen verdient; von bis zu 40.000 Reichstalern jährlich ist die Rede. Zwischen 1722 und 1725 wurde ein neues, barockes Herrenhaus, das jetzige Schloss Glücksbrunn, für die Besitzer des Gruben- und Blaufarbenwerkes, die Familie Trier, errichtet. Von 1730 bis 1760 war die zweite Blütezeit des Cobaltbergbaues. In den 23 Gruben waren 150 Bergleute und ebenso viele im Blaufarbenwerk angestellt. Zentrales Gebäude für die endgültige Herstellung des begehrten Cobaltblau war der Lange Bau. 1747 wurde der Kupferschieferbergbau ganz eingestellt. Grund war vor allem die Verknappung und Teuerung des zum Verhütten notwendigen Holzes. 1772 waren die auch die Cobaltgänge völlig leergebaut. 1783 wurde das Werk von der Familie Trier an den Eisenacher Kaufmann Krauss veräußert. 1789 ersteigerte ein Rat Walch das Blaufarbenwerk Glücksbrunn, welches zu dieser Zeit aus 2 Glasöfen, 7 Farbmühlenwerken, 4 Pochwerken und 3 Wäschen bestand. 1794 erwarb Herzog Ernst II. von Sachsen-Gotha Glücksbrunn und betrieb das nunmehr unrentable Blaufarbenwerk noch bis 1818.
1818 erwarb das herzogliche Haus Sachsen-Meiningen Glücksbrunn. Am 8. Mai 1824 wurden das Herrenhaus Glücksbrunn und die Nebenanlagen an den Langensalzaer Johann Christian von Weiß (1779–1850) verkauft. Der 1836 geadelte Unternehmer richtete im „Langen Bau“ die erste mechanische Kammwollspinnerei Deutschlands ein und nutzte das Herrenhaus für eigene Wohnzwecke. Der zuvor in Fachwerkkonstruktion ausgeführte „Lange Bau“ wurde an die neuen Erfordernisse angepasst und in den – bis heute erhaltenen – massiven Klinkerbau umgewandelt. 1827 wurde die erste Dampfmaschine erworben. Unter der Herrschaft der Familie von Weiß wurde auch der nunmehr unmoderne barocke Garten in landschaftlicher Manier umgestaltet. Am Ende des 19. Jahrhunderts zog die Spinnerei in neue Gebäude unterhalb des Hüttenteiches. Der „Lange Bau“ wurde nur noch als Lager genutzt.
1909 erbte ein Neffe der Familie von Weiß, ein Freiherr von Swaine, das Schloss. Es wurde bis zum Ende des Zweiten Weltkrieges von dessen Familie als Sommerresidenz genutzt. 1918 wurden im Schloss Notwohnungen (trotz der Nutzung als Sommerresidenz) eingerichtet, diese wurden bis 1994 genutzt.
Nach dem Ende des Zweiten Weltkriegs gingen die Gebäude in das Eigentum der Gemeinde Schweina über. 1966 erfolgte die Dachneueindeckung des Schlosses. 1968 wurden die Schlossfassaden restauriert. Im Schloss wurde in den 1980er Jahren ein Jugendklub eingerichtet.
Von 1994 bis 2004 standen der Lange Bau und das Schloss leer. In den Jahren 2004 und 2005 wurden der Lange Bau, die Lindenmühle und das Schloss an verschiedene Privatpersonen verkauft, und seitdem fanden an allen Gebäuden umfangreiche Restaurierungsarbeiten statt.

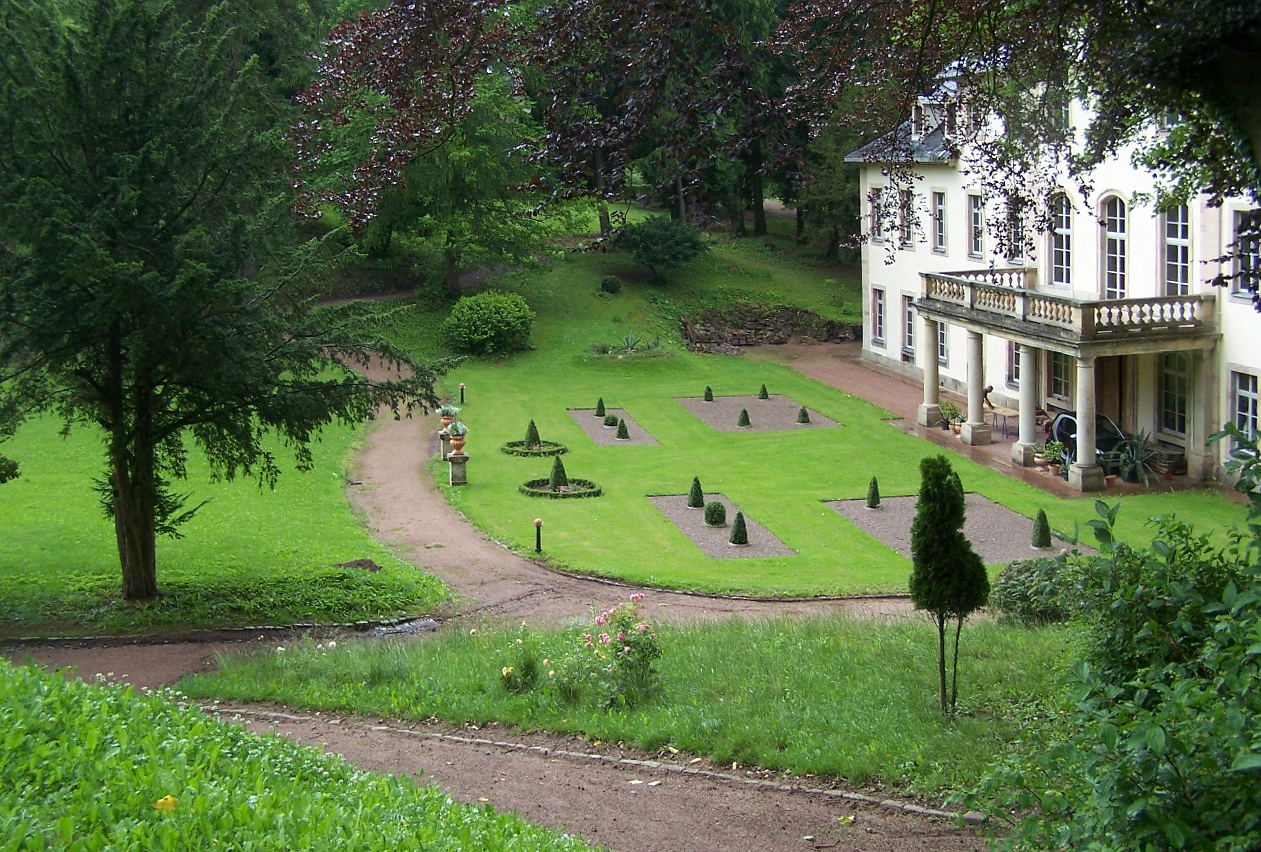
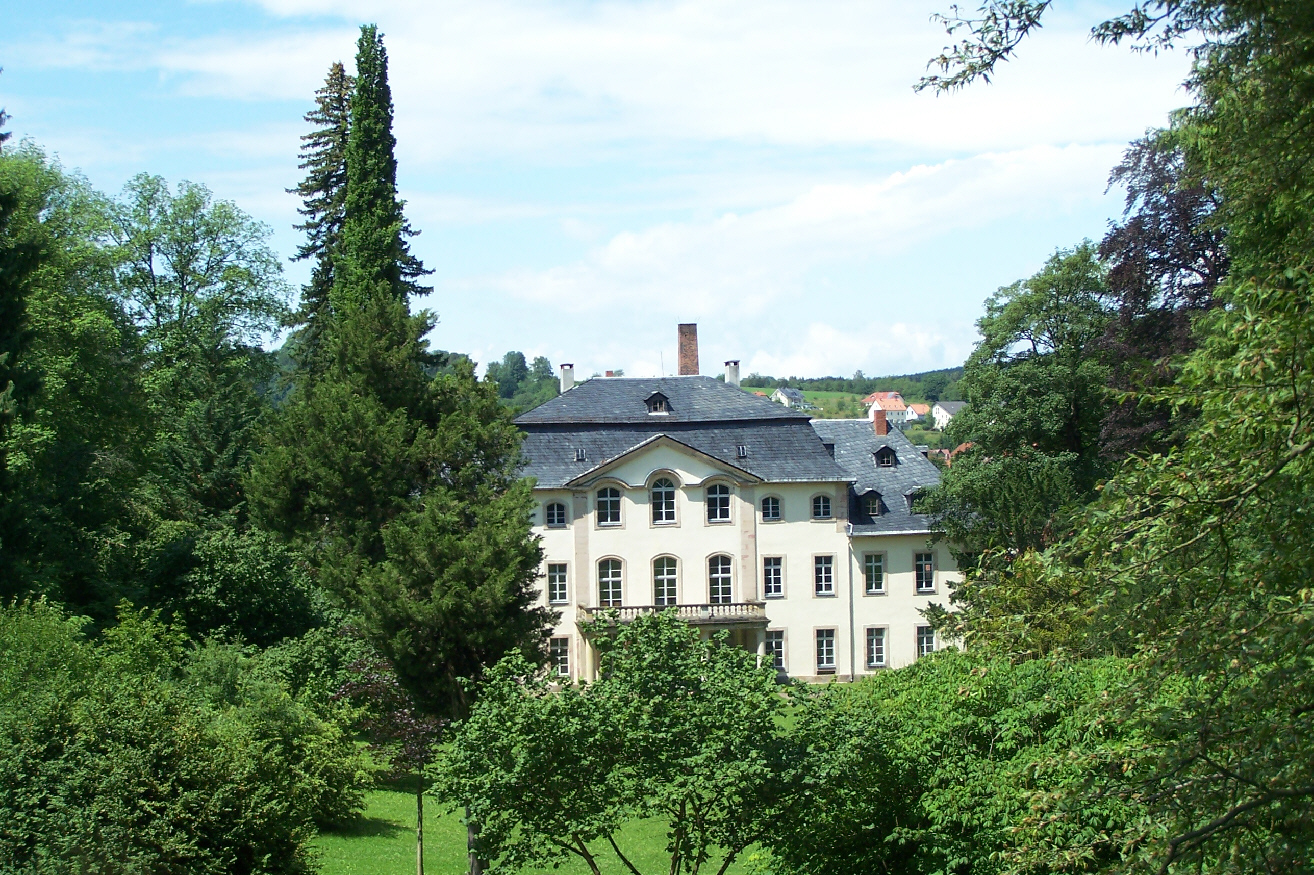
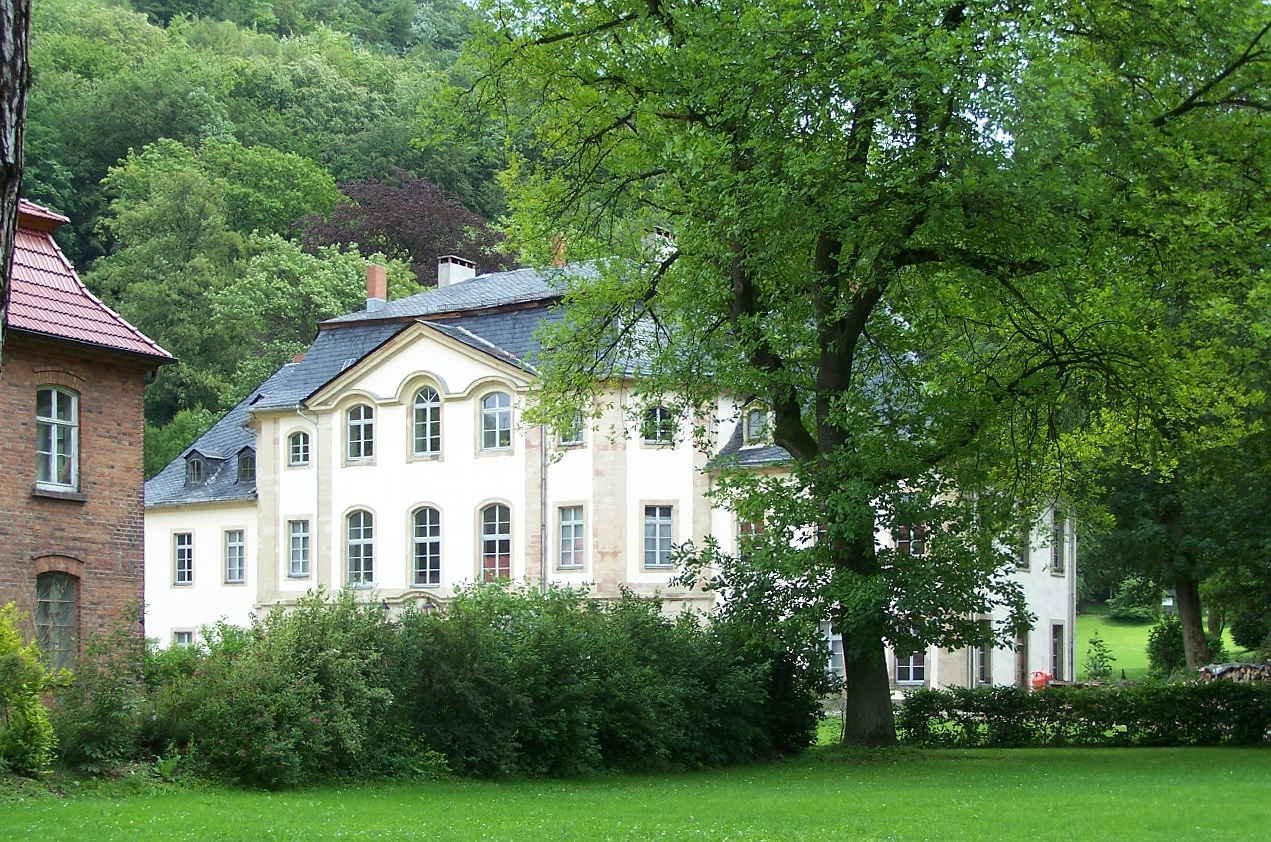

## Persönlichkeiten
- Johann Christian von Weiß (1779–1850), Begründer der Textilindustrie in Bad Langensalza, Glücksbrunn u. a.
- Richard von Swaine (1830–1902), Industrieller, Gutsbesitzer und Reichstagsabgeordneter